# Jerry Nolan
Jerry Nolan (7 de maio de 1946 – 14 de janeiro de 1992) foi um baterista de punk rock estadunidense, mais conhecido por seu trabalho com as bandas The New York Dolls e The Heartbreakers.

## Carreira
Nascido em Williamsburg, Brooklin, Nolan se juntou ao New York Dolls no outono de 1972 para substituir Billy Murcia, que havia morrido de asfixia após tentarem salvá-lo de uma overdose durante uma turnê na Inglaterra no começo da carreira da banda. Os Dolls conseguiram um contrato de gravação com a Mercury Records em 1973. Nolan era um amigo de infância de Peter Criss (baterista do Kiss) que fez um teste para o New York Dolls no mesmo dia. Ele tocou anteriormente com Jayne County em "Queen Elizabeth", Billy Squier em "Kicks" e era o único integrante masculino da banda de Suzi Quatro em Detroit chamada Cradle. Jerry ainda tocou com o power trio "Shaker", uma banda que frequentemente abria shows do Dolls. Jerry foi o baterista nos dois primeiros álbuns de estúdio "New York Dolls" e "Too Much Too Soon".
Após muitas brigas internas e problemas com o futuro empresário do Sex Pistols, Malcom McLaren, Jerry saiu do New York Dolls junto com Johnny Thunders em 1975. Os dois se juntaram ao baixista Richard Hell e formaram a banda The Heartbreakers. Logo, Walter Lure se juntou ao grupo e Billy Rath substituiu Richard Hell.
Jerry deixou a banda logo após o lançamento do único disco de estúdio, L.A.M.F. (Leia-se "Like A MotherFucker"), porque achou que o álbum tinha sido muito mal mixado. Mesmo assim continuou tocando com a banda, mas como músico contratado.
Enquanto estava em turnê com Johnny Thunders em 1982, conheceu Charlotte (Lotten) Nedeby, com quem em brevemente casou. Jerry morou por algum tempo na Suécia durante os anos 80. Lá ele gravou um single solo de uma antiga música do HeartBreakers, "Take a chance with me". Johnny Thunders também se mudou para a Suécia com sua namorada, Susanne, e continuaram tocando juntos até a morte de Johnny em 1991.
Jerry viveu por pouco tempo depois de seu grande amigo morrer, vindo a falecer meses depois. Durante esse período ele estava trabalhando em um projeto de gravação com o cantor Grag Allen e o baixista Chicago Vin Earnshaw. No final de 1991, enquanto Jerry estava sendo tratado de meningite e pneumonia no hospital "St. Vincent" em Nova York, teve um derrame que o deixou em coma, do qual nunca se recuperou. Morreu em 14 de janeiro de 1992, passando seus últimos dias ligado a um sistema de suporte à vida.

## Discografia

### New York Dolls
- New York Dolls - (1973)
- Too Much Too Soon - (1974)
- Red Patent Leather - (1984)

### The Heartbreakers
- L.A.M.F. - (1977)
- Heartbreaker Live At Max's - 1979
- D.T.K. - Live at the Speakeasy - (1982)

### The Idols
- "You" / "Girl That I Love" - (1979 - single)

### Sid Vicious
- Sid Sings - (1979)
- The Idols with Sid Vicious - (1993)

### Carreira solo
- "Take a Chance" b/w "Pretty Baby" - (1982)

### Jerry Nolan and the Plug Uglies
- Jerry Nolan and the Plug Uglies - (1991)